# Fabiola Matte
Fabiola Matte Larraín (Viena, Austria; 23 de octubre de 1981) es una actriz chilena.

## Biografía
Llegó a Chile a los 8 años y es la menor de dos hermanos.
Estudió Teatro en la Universidad Católica y se perfeccionó en Dirección Teatral en la Ernst Busch Hochschule de Berlín, Alemania.
Debutó en la televisión a través de la teleserie Destinos cruzados, realizada por TVN en 2004. Interpretó a Carmen Paz Duval, la secretaria perfecta de la empresa Goycolea, una mujer puntual, adicta al trabajo, de buen gusto e ideas rápidas. 
En 2007 fue parte de la teleserie Lola, de Canal 13, como la caprichosa Natalia Aguirre. Debido al éxito en sintonía, la producción fue extendida por más de un año y Fabiola Matte fue una de las que se mantuvo hasta el final.
En paralelo se ha desempeñado junto a su compañía teatral La Manga.
Desde 2015 se desempeña como docente de la Facultad de Medicina de la Universidad de Chile.
En 2016 protagonizó la película Coach que toca el tema de la inmigración en Chile.

## Filmografía

### Cine
| Teleseries | Teleseries        | Teleseries     | Teleseries     |
| Año        | Película          | Rol            | Director       |
| ---------- | ----------------- | -------------- | -------------- |
| 2005       | Monógamo sucesivo | Pénelope López | Pablo Basulto  |
| 2016       | Coach             | Marianne Ayala | Leonardo Medel |

### Teleseries
| Teleseries | Teleseries        | Teleseries       | Teleseries |
| Año        | Teleserie         | Rol              | Canal      |
| ---------- | ----------------- | ---------------- | ---------- |
| 2004       | Destinos cruzados | Carmen Paz Duval | TVN        |
| 2007-2008  | Lola              | Natalia Aguirre  | Canal 13   |

### Series y Unitarios
| Series y Unitarios | Series y Unitarios   | Series y Unitarios | Series y Unitarios |
| Año                | Serie                | Rol                | Canal              |
| ------------------ | -------------------- | ------------------ | ------------------ |
| 2011               | El día menos pensado | Jenny              | TVN                |
| 2011               | Cumpleaños           | Fernanda Valdés    | TVN                |